# Motherland (nationalsång)
Motherland (Moderland) är nationalsången för öriket Mauritius. Musiken är komponerad av Philippe Gentil och texten är skriven av poeten Jean Georges Prosper. Sången är kort och beskriver Mauritius fantastiska landskap och förhoppningar om fred, rättvisa och frihet.
Nationalsången är resultatet av  en tävling och spelades första gången i samband med Mauritius självständighet från Storbritannien 12 mars 1968. Den skrevs på engelska men har också översatts till franska.

## Engelsk text[1]
Glory to thee,

Motherland, oh motherland of mine,

Sweet is thy beauty,

Sweet is thy fragrance,

around thee we gather,

as one people,

as one nation,

In peace, justice and liberty,

Beloved country may God bless thee,

for ever and ever.